# Porto Rico (Paraná)
Porto Rico est une municipalité brésilienne de la microrégion de Paranavaí dans l'État du Paraná.
Elle héberge la fête de Notre Dame des Navigateurs, rassemblement maritime accueillant les habitants des îles et villages alentour.